# Bronzolo
Bronzolo, (németül: Branzoll), település Olaszországban, Bolzano autonóm megyében. Lakosainak száma 2724 fő (2023. január 1.). Bronzolo Aldino, Laives, Nova Ponente, Ora és Vadena községekkel határos.

## Népesség
A település népességének változása:
| Lakosok száma | 2791 | 2798 | 2724 |
|               | 2017 | 2018 | 2023 |